# Annemarie Herwarth von Bittenfeld-Honigmann
Annemarie Herwarth von Bittenfeld-Honigmann (geb. Honigmann; * 2. Oktober 1905; † 12. November 1982) war eine deutsche Skirennläuferin.

## Privates
Annemarie Honigmann war die erste Ehefrau des deutschen Beamten und Diplomaten Hans-Heinrich Herwarth von Bittenfeld. Dieser ehelichte 1935 seine zweite Frau Elisabeth von Redwitz, mit der er sein späteres Leben in Küps verbrachte.
In Zeitungsberichten zu den Skirennen finden sich Hinweise, dass sie in München und Partenkirchen gelebt haben dürfte bzw. aus einer der Städte stammte.

## Erfolge im Skisport
1929 belegte sie den zehnten Platz in der Alpinen Kombination bei den Arlberg-Kandahar-Rennen in St. Anton am Arlberg. Sieger in diesem Rennen blieb die Engländerin Audrey Sale-Barker.
Im folgenden Jahr erreichte sie wiederum in St. Anton nach einem vierten Platz im Slalom und einem dritten Rang in der Abfahrt mit dem dritten Platz in der Alpinen Kombination hinter Inge Lantschner aus Österreich und der Engländerin Nell Carroll einen Spitzenplatz. Auf Vereinsebene war sie zu dieser Zeit Mitglied des Skiclubs Arlberg.
Bei den FIS-Rennen in Mürren 1931, die heute als die ersten alpinen Skiweltmeisterschaften zählen, belegte sie bei der Abfahrt auf der Wintereggstrecke den 17. Platz, im Slalom Rang 13 und in der Alpinen Kombination den sechzehnten Endrang. In der langen Abfahrt von Grütsch nach Lauterbrunnen musste sie das Rennen vorzeitig beenden.
In Cortina d’Ampezzo 1932 erreichte sie bei den Alpinen Skiweltmeisterschaften jeweils den 21. Rang in Slalom und Abfahrt und den 22. Endrang in der Alpinen Kombination. Im Abfahrtslauf erreichte sie in der neu eingeführten Mannschaftswertung mit Mädi Schmidt, Lisa Resch und Annemarie Kopp den dritten Platz für Deutschland und in der Alpinen Kombination mit den vorgenannten sowie Grete Matousek ebenfalls Rang drei. Im Slalom reichte es für die deutsche Mannschaft nur zum vierten Endrang hinter Großbritannien, Österreich und der Schweiz.

### Alpine Skiweltmeisterschaften
| Alpine Skiweltmeisterschaften | Wettbewerb | Wettbewerb | Wettbewerb         | Wettbewerb    | Wettbewerb         | Wettbewerb        | Wettbewerb             |
| Alpine Skiweltmeisterschaften | Abfahrt    | Slalom     | Alpine Kombination | Lange Abfahrt | Mannschaft Abfahrt | Mannschaft Slalom | Mannschaft Kombination |
| ----------------------------- | ---------- | ---------- | ------------------ | ------------- | ------------------ | ----------------- | ---------------------- |
| 1931 Mürren                   | 17.        | 13.        | 16.                | DNF           | n. a.              | n. a.             | n. a.                  |
| 1932 Cortina d’Ampezzo        | 21.        | 21.        | 22.                | n. a.         | 3.                 | 4.                | 3.                     |

Anmerkung: Die Lange Abfahrt sowie die Mannschaftswertungen werden heute von der FIS nicht mehr offiziell gewertet.